# 觀塘

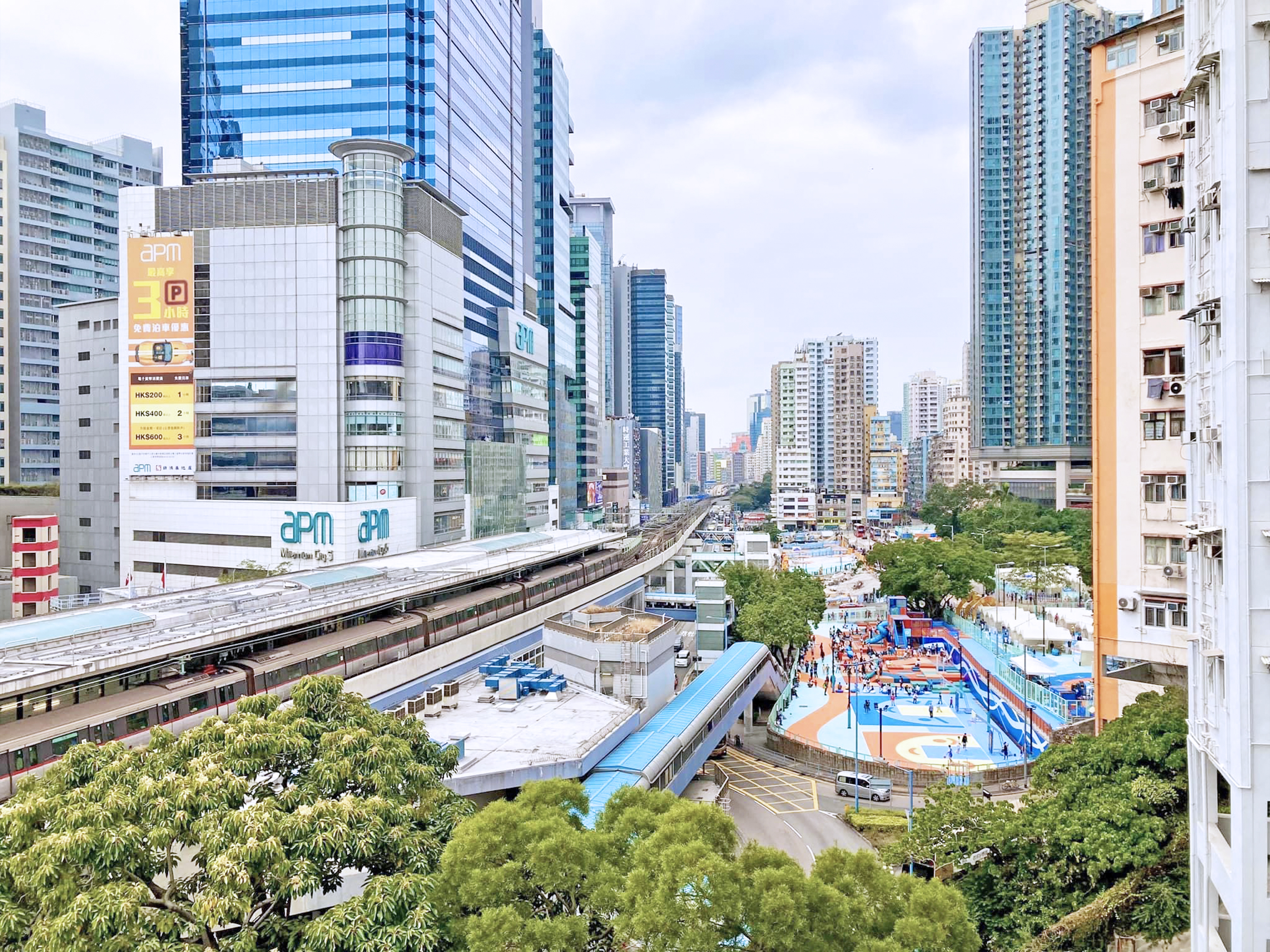
觀塘，近apm（2024年1月）

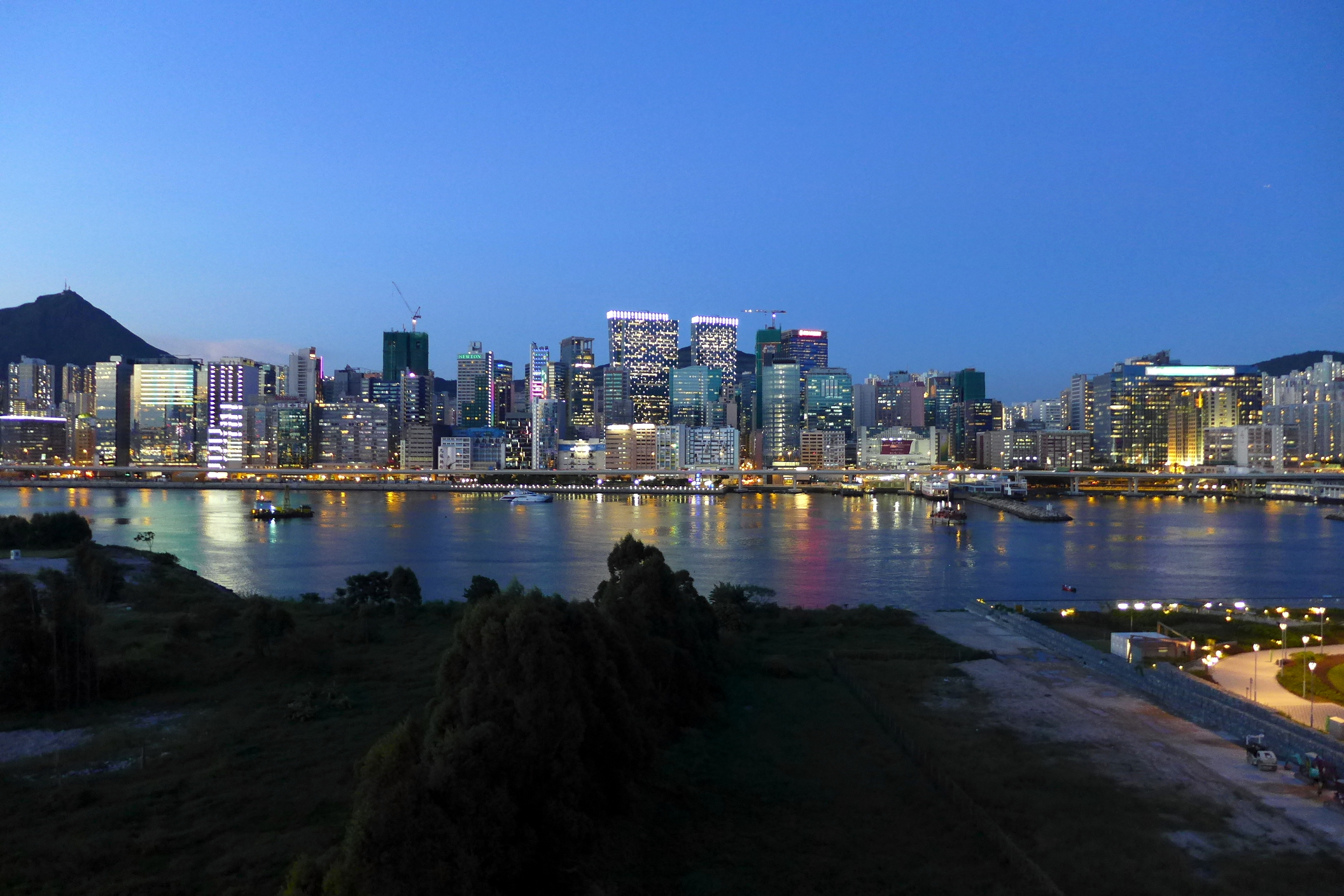
傍晚的觀塘商貿區（2014年7月）

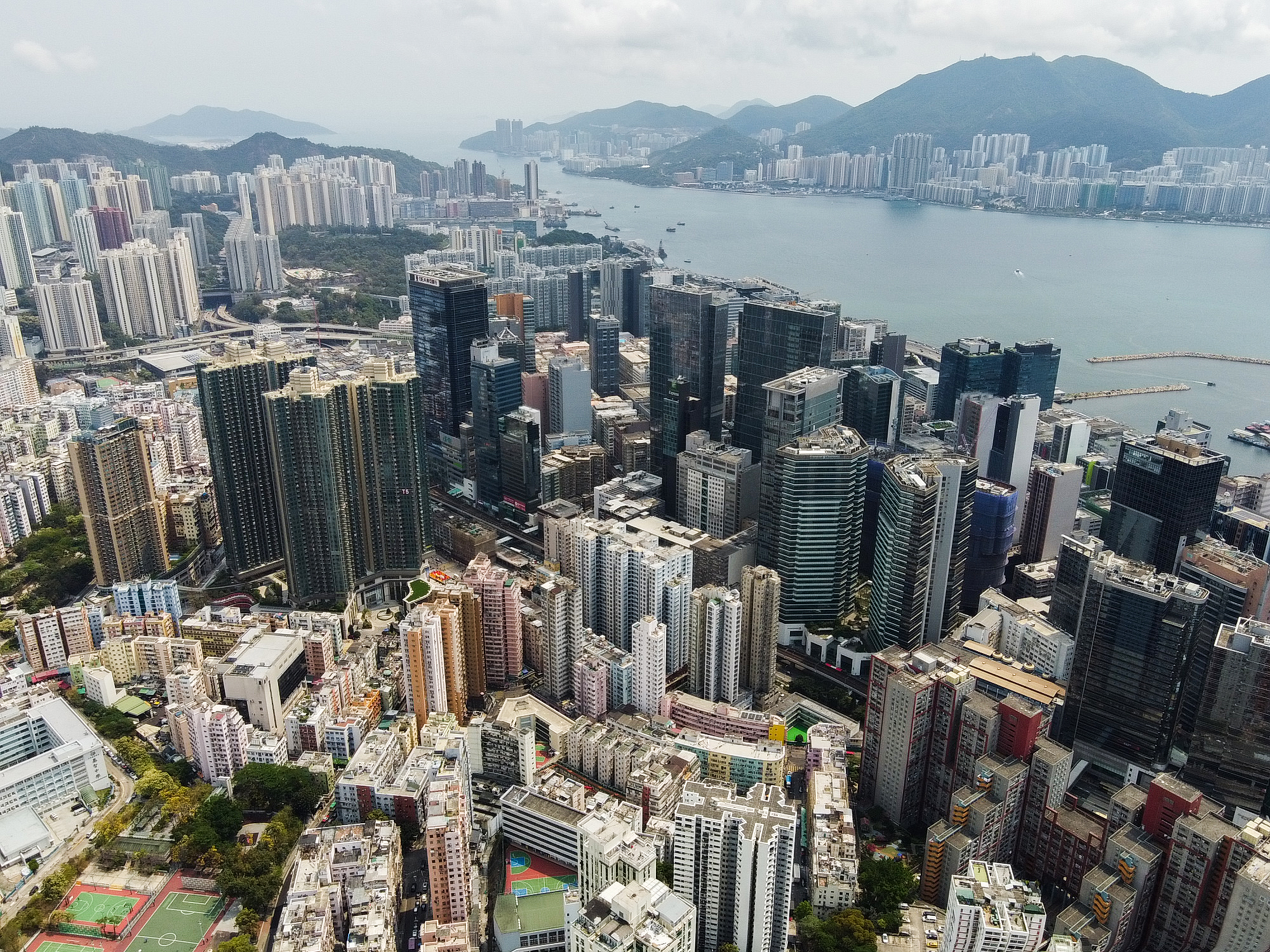
從牛頭角望向觀塘市中心（2021年4月）

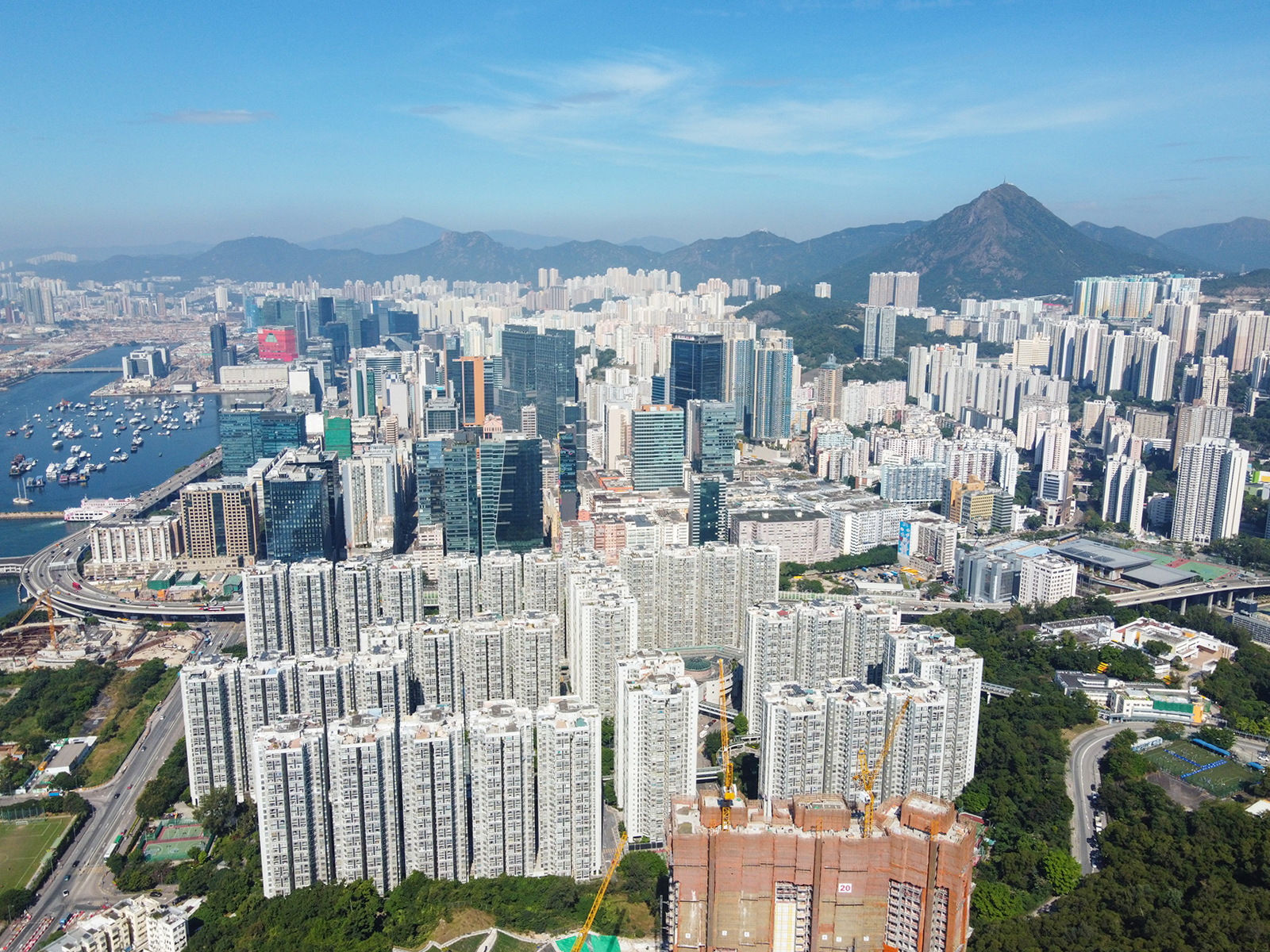
從藍田望向觀塘市中心（2020年11月）

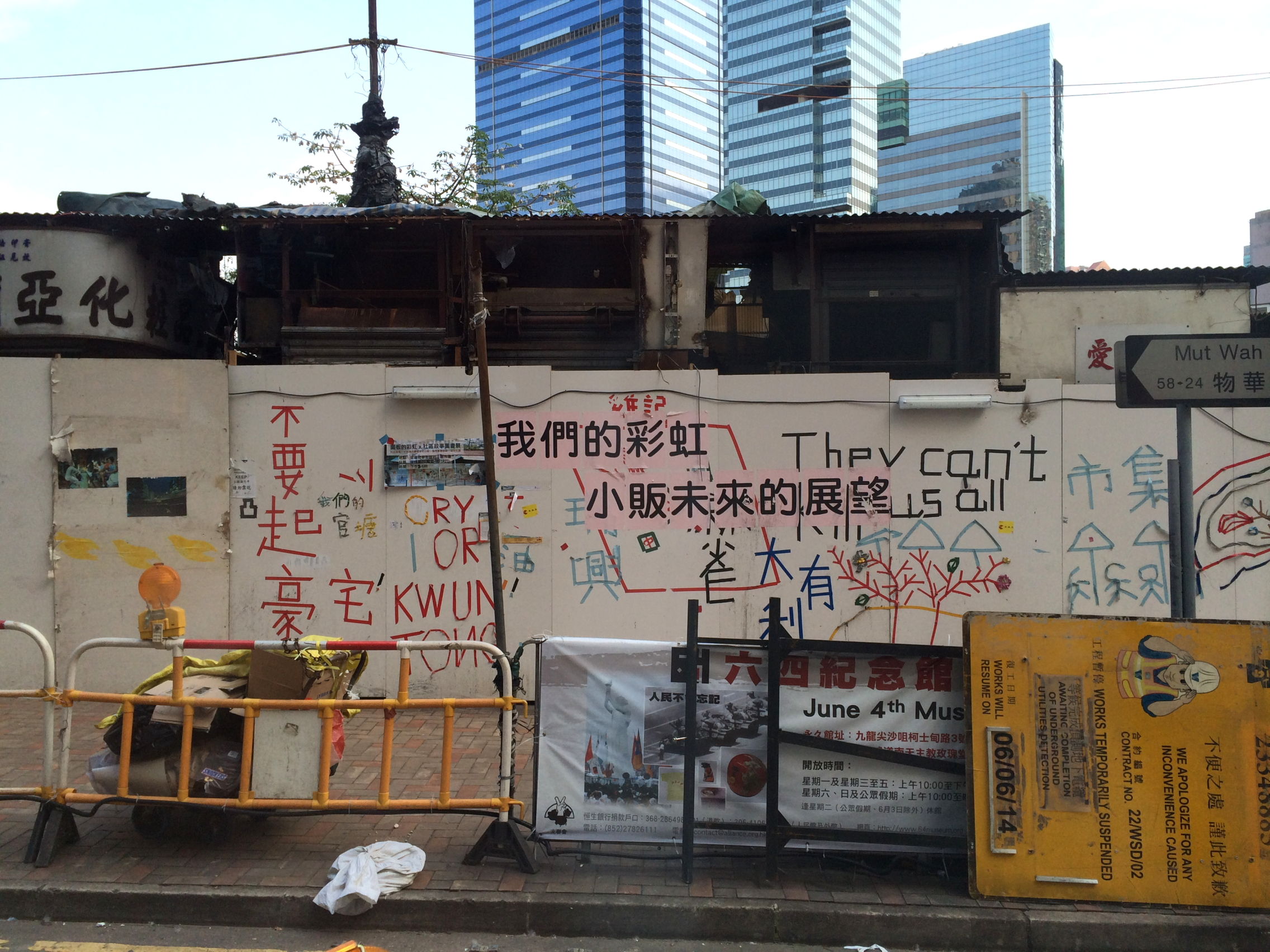
有觀塘街坊透過藝術批評重建項目只興建豪宅及大型商場，未能夠改善基層的社區生活（2014年5月）

觀塘（英語：Kwun Tong），舊稱官塘，古稱官富，於九龍半島東面，是香港十八區觀塘區的主要部份，位於牛頭角東南、秀茂坪以南、藍田西北，東至將軍澳道，西至勵業街與雅麗道。
觀塘是香港首座衛星城市。觀塘道以南由填海得來的地區亦是東九龍最大的工業區，90年代臨海私人屋苑有麗港城。而觀塘道以北則有大量住宅大廈，為工廠工人提供居所。而裕民坊在清拆前是區內舊式市集，而進行中的觀塘市中心重建項目，配合政府將觀塘轉型成香港第二個核心商業區（CBD2），區內已有多家大型跨國金融企業進駐，花旗银行（香港）亦是首间将香港总部设于该区的国际银行，重建後的私人屋苑有觀月樺峯（已消失的觀塘月華街總站）、凱匯（觀塘裕民坊總站）。

## 歷史

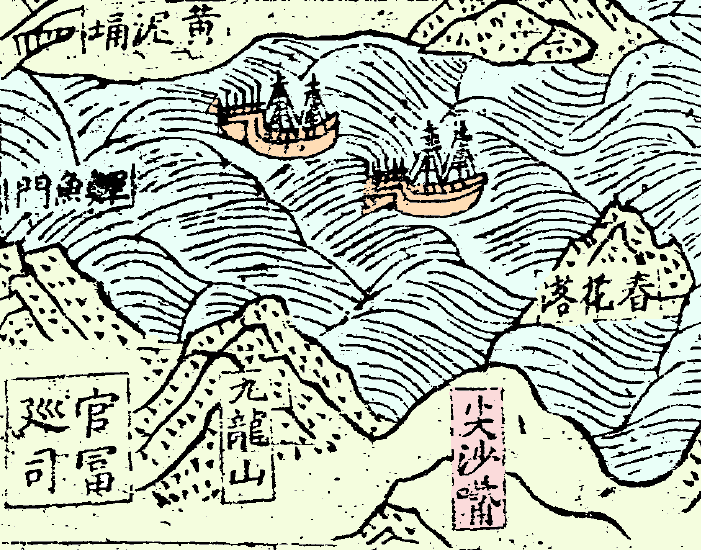
《粵大記》已記載「官富巡司」，是宋朝始有的官方鹽場

觀塘最早歷史記載可以追溯至北宋，當時觀塘一帶為一個官方鹽場，稱為「官富場」，由朝廷派出鹽官主理，是當時東莞縣內四大鹽場之一。南宋孝宗隆興元年（1163年），「官富場」產鹽量未如理想，曾一度廢置，後來因鹽產量回升才恢復設置。
和觀塘區毗連的九龍城區和黃大仙區都曾經出土過南宋時期的文物和銅錢，不過觀塘區目前還沒有發現過同時期的文物.
元朝時期「官富場」改為「官富巡司」，於明朝時則改為「官富巡檢司」。明朝刊行的《粵大記》，當中的《廣東沿海圖》標示有大小官富，香港史專家例如蕭國鍵教授認為所在地就是今天的觀塘。直到康熙元年（1662年），清朝政府為防止沿海居民接濟台灣的鄭成功政權而實行遷界令，逼使沿海居民向內地遷界五十里，鹽場亦因而被廢置。雖然遷界令於康熙八年（1669年）取消，但由於遷來的居民不熟煮鹽，鹽場無法恢復昔日的規模，最終亦被廢置。

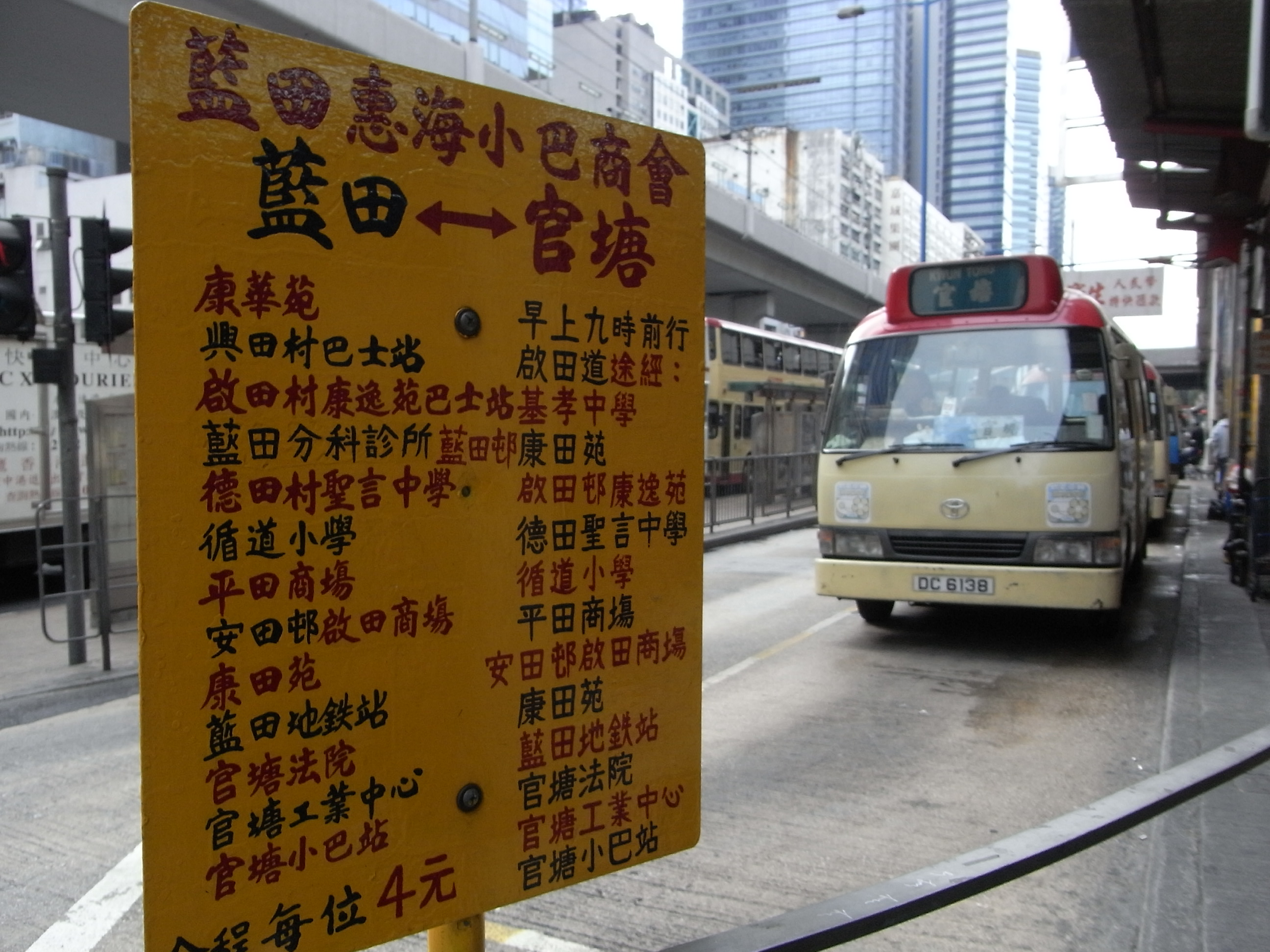
仍用「官塘」一詞寫出地區內各站名的小巴路線牌

這個鹽場為該地區帶來「官富」一名，亦有居民稱之為「官塘」（官富鹽塘的意思）。1925年左右，當局劃晒草灣為傾倒市區垃圾的處所，並且興築海堤以防垃圾復流出海，1947年當局以20萬英鎊代價將該地帶約二百萬平方尺的土地賣給亞細亞火油公司興建油庫，於是遷移垃圾池到官塘灣現今開源道的位置。及後該公司投資一百萬英鎊將鄰近山地削平以填塞部份官塘灣，而由於連年廢物之傾倒，該區海岸一帶早已成為一片淺灘。觀塘原來的居民主要是客家人，1949年中國大陸政權易手後，大量潮汕人和海陸豐人士在觀塘定居，目前觀塘區很多居民的祖籍是廣東潮汕和海陸豐。
亦有一說，以前該處近海的濕地經常乾涸，而在該地聚居的人以客家人為主，客家人稱該地為 “乾塘”，意思是乾旱之地。因客家話 “乾塘” 與廣東話 “觀塘” 發音相近，故漸漸被後期遷入的廣東人稱之為觀塘。
1954年起香港政府進行大規模填海，開發該區為香港主要工業區，並開始使用「觀塘」一名，1955年垃圾池遷移至醉酒灣以配合發展計劃。根據《觀塘風物志》的記載，1950年代起，新居民不喜歡「官」字，故改稱「觀塘」。1979年香港地鐵通車，設有「觀塘站」，使觀塘成為該區的最普遍稱呼。不過現今部份小巴路線牌及路面的道路標記中文仍沿用「官塘」舊名作指示。

## 氣候
| 觀塘 (2010-2025)    | 觀塘 (2010-2025) | 觀塘 (2010-2025) | 觀塘 (2010-2025) | 觀塘 (2010-2025) | 觀塘 (2010-2025) | 觀塘 (2010-2025) | 觀塘 (2010-2025) | 觀塘 (2010-2025) | 觀塘 (2010-2025) | 觀塘 (2010-2025) | 觀塘 (2010-2025) | 觀塘 (2010-2025) | 觀塘 (2010-2025) |
| 月份                | 1月              | 2月              | 3月              | 4月              | 5月              | 6月              | 7月              | 8月              | 9月              | 10月             | 11月             | 12月             | 全年             |
| ------------------- | ---------------- | ---------------- | ---------------- | ---------------- | ---------------- | ---------------- | ---------------- | ---------------- | ---------------- | ---------------- | ---------------- | ---------------- | ---------------- |
| 历史最高温 °C（°F） | 27.8 (82.0)      | 29.3 (84.7)      | 30.7 (87.3)      | 32.5 (90.5)      | 35.9 (96.6)      | 36.5 (97.7)      | 37.1 (98.8)      | 37.0 (98.6)      | 36.8 (98.2)      | 35.3 (95.5)      | 31.6 (88.9)      | 30.2 (86.4)      | 37.0 (98.6)      |
| 平均高温 °C（°F）   | 19.4 (66.9)      | 19.9 (67.8)      | 22.5 (72.5)      | 25.8 (78.4)      | 28.7 (83.7)      | 31.1 (88.0)      | 32.1 (89.8)      | 32.1 (89.8)      | 31.2 (88.2)      | 28.2 (82.8)      | 24.9 (76.8)      | 20.8 (69.4)      | 26.4 (79.5)      |
| 日均气温 °C（°F）   | 16.2 (61.2)      | 16.8 (62.2)      | 20.0 (68.0)      | 22.8 (73.0)      | 26.1 (79.0)      | 28.6 (83.5)      | 29.1 (84.4)      | 28.9 (84.0)      | 28.2 (82.8)      | 25.3 (77.5)      | 22.0 (71.6)      | 17.6 (63.7)      | 23.4 (74.1)      |
| 平均低温 °C（°F）   | 13.9 (57.0)      | 14.6 (58.3)      | 17.3 (63.1)      | 20.7 (69.3)      | 24.2 (75.6)      | 26.6 (79.9)      | 27.0 (80.6)      | 26.7 (80.1)      | 25.9 (78.6)      | 23.2 (73.8)      | 19.9 (67.8)      | 15.1 (59.2)      | 21.2 (70.2)      |
| 历史最低温 °C（°F） | 1.9 (35.4)       | 5.8 (42.4)       | 7.0 (44.6)       | 12.2 (54.0)      | 14.9 (58.8)      | 19.9 (67.8)      | 23.4 (74.1)      | 21.9 (71.4)      | 22.5 (72.5)      | 14.5 (58.1)      | 8.7 (47.7)       | 4.8 (40.6)       | 1.9 (35.4)       |
| 来源：香港天文台    |                  |                  |                  |                  |                  |                  |                  |                  |                  |                  |                  |                  |                  |

## 規劃

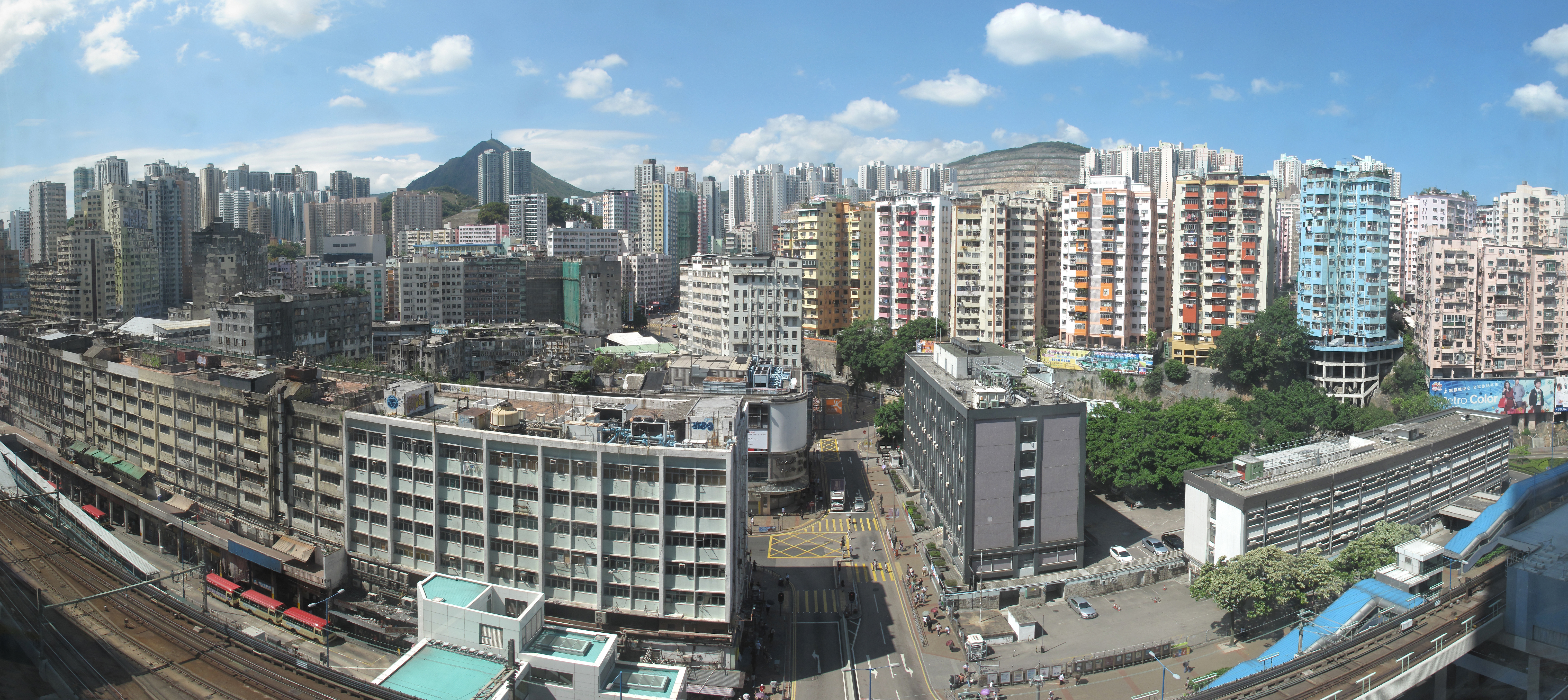
重建前的觀塘市中心

1950年代之前的觀塘乃頗為荒蕪的海灣。香港政府於1957年完成觀塘對出海面展開填海工程，向廠家提供土地。填海部分（即觀塘南部）作為工業用途，變成觀塘工業區。初時觀塘工業區只有架空電線，於1960年才更改成為地底電線。因為作為工業重鎮的緣故，觀塘工廠區的道路命名都有工業味道，大部分的街道名稱都包括了「業」字，而啟首的都是寄望祝頌語︰例如成業街、偉業街、開源道、鴻圖道等，當中只有巧明街、巧明里和海濱道沒有採用。

隨著觀塘的人口越來越多，不少公共屋邨都在觀塘區落成，包括牛頭角邨（上邨廉租屋邨及下邨徙置區改建）、第一代藍田邨及秀茂坪邨等等，其後秀茂坪北面興建順利邨等一眾屋邨，稱為四順區（前稱五順區）。1970年代隨著工業的發展而帶來大量車流，香港政府興建地下鐵路修正早期系統（即現今的港鐵觀塘綫）於1979年通車，以觀塘站為東面總站。

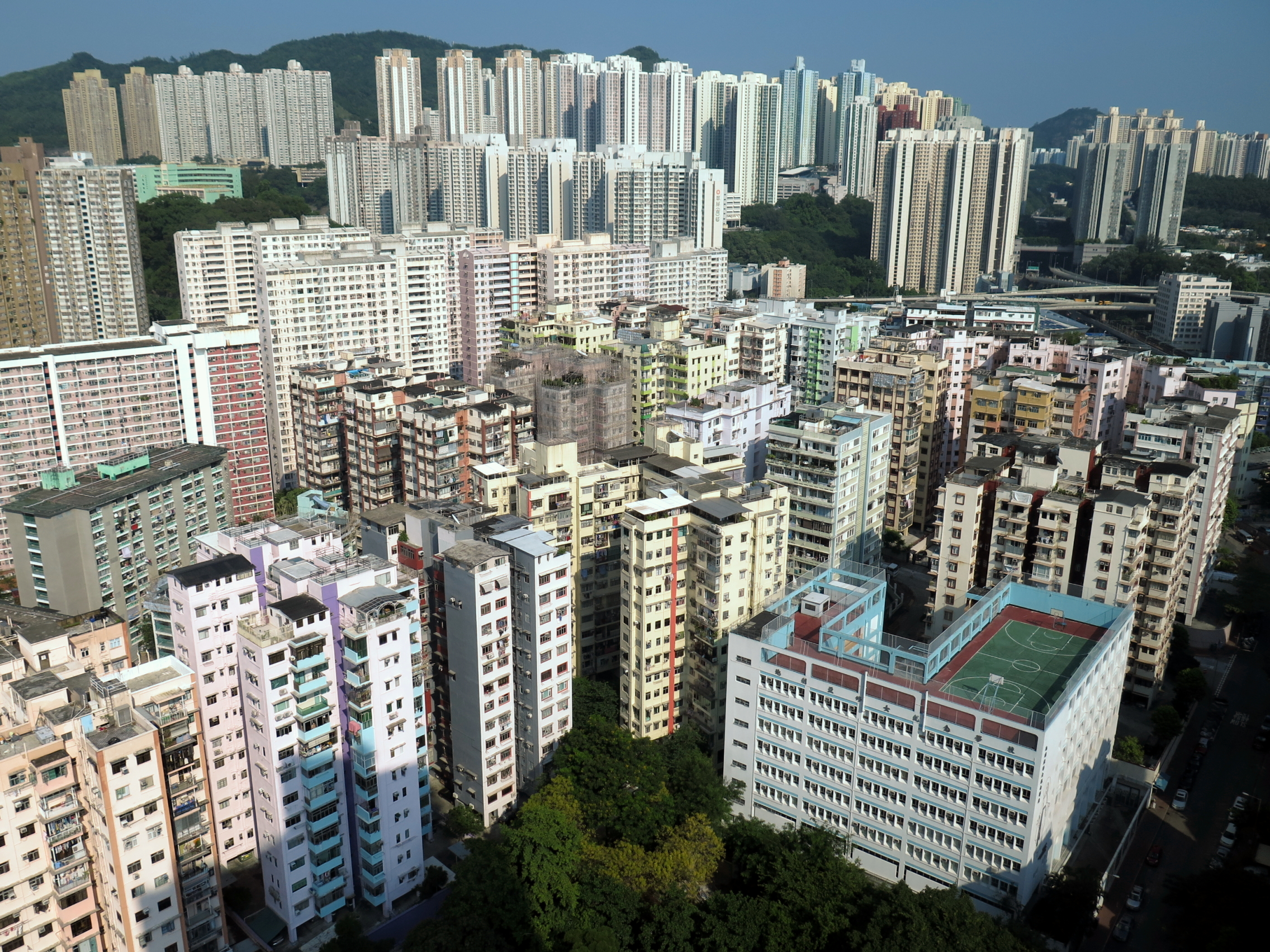
月華街盡是1960年代建成的住宅

踏入1990年代，香港製造業式微，大量工廠空置，觀塘道附近部分工廠大廈重建或改任商業大廈、貨倉用途，但是沿海一段基於交通不便則大多空置。而觀塘不少住宅大廈亦日趨老化，其中牛頭角邨、藍田邨（因貪污問題造成的咸水樓而緊急清拆）及秀茂坪邨等公共屋邨全部重建。部分私人住宅亦是一樣，故此在1998年年初，土地發展公司（即今市區重建局）提出觀塘市中心重建項目。至2005年11月，市區重建局宣布成立觀塘分區諮詢委員會，落實方案。而房屋委員會亦發表，希望於油塘社區發展類似太古城的綜合發展區，以配合居民的生活需要。

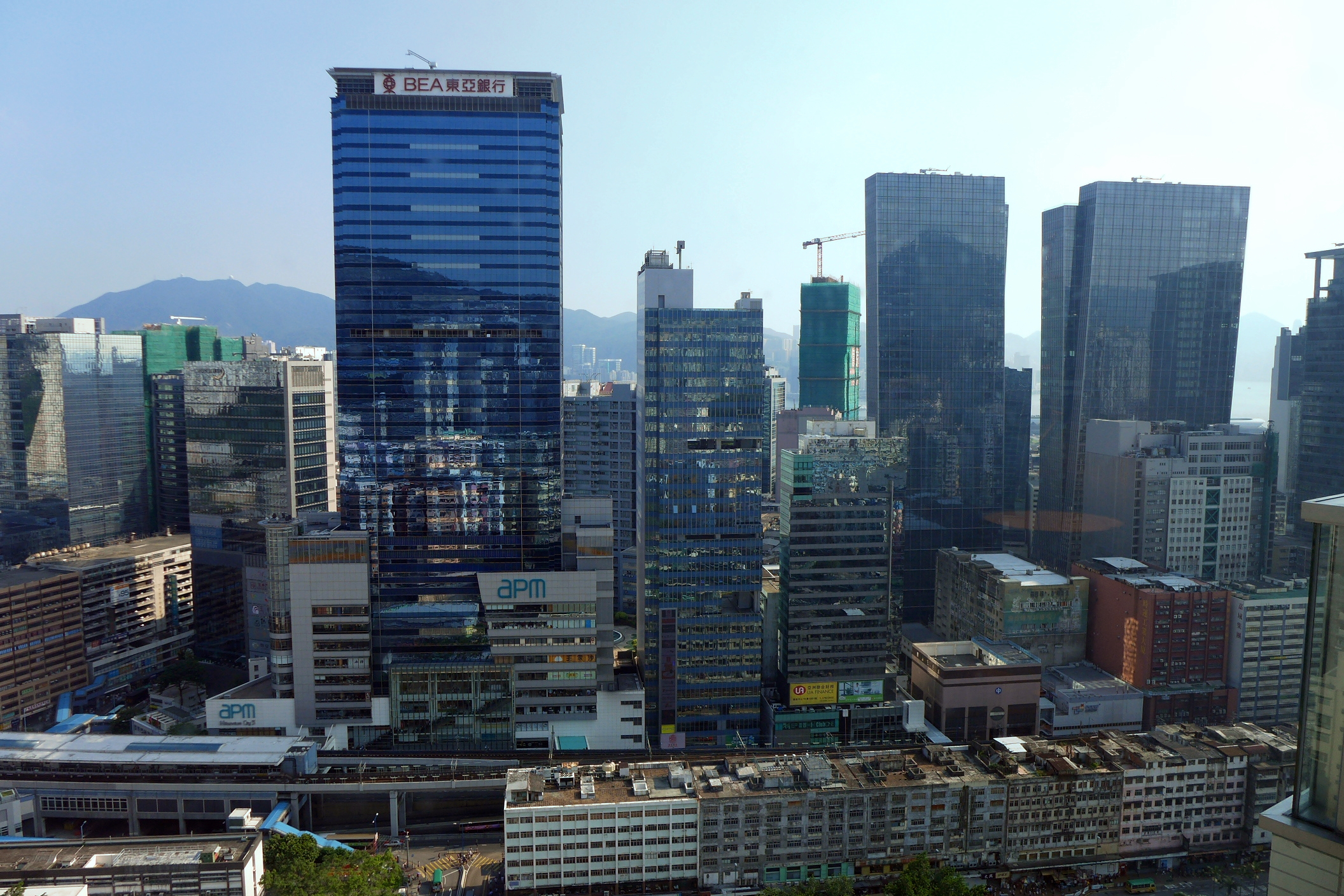
觀塘商貿區

自2010年代，香港政府為了重新塑造觀塘成為新的核心商業區，起動九龍東辦事處成立及提出了短期落實措施，包括逐步更換交通標誌，將九龍東一帶26個原有觀塘工業區路牌更改成為觀塘商貿區。其他措施包括改善街燈照明，完成觀塘海濱長廊第一、二期及設立起動九龍東辦事處臨時寫字樓等。
2018年10月，行政長官林鄭月娥於施政報告內提出在觀塘現有的展亮技能發展中心、荷蘭宿舍和觀塘站公共運輸交匯處興建一所香港公務員學院，附設綠色步道及地區康健中心等設施。為日後香港公務員培訓打下基礎，配合起動九龍東規劃。而技能中心會暫時重置至九龍塘，確保設施能繼續運作而不致倒閉。
2018年12月觀塘市中心重建項目的住宅項目凱匯發售，呎價由17000至20000。然而四周全為唐樓及舊樓包圍，而該等唐樓大多有劏房及中小型商舖，彼此格格不入。
另外，觀塘每逢上下班時段塞車嚴重，有在該處工作的人士於2020年12月設立facebook專頁「每日屌官塘老母」，引起不少在該處上班的人士共鳴和表達怨氣。

## 圖庫

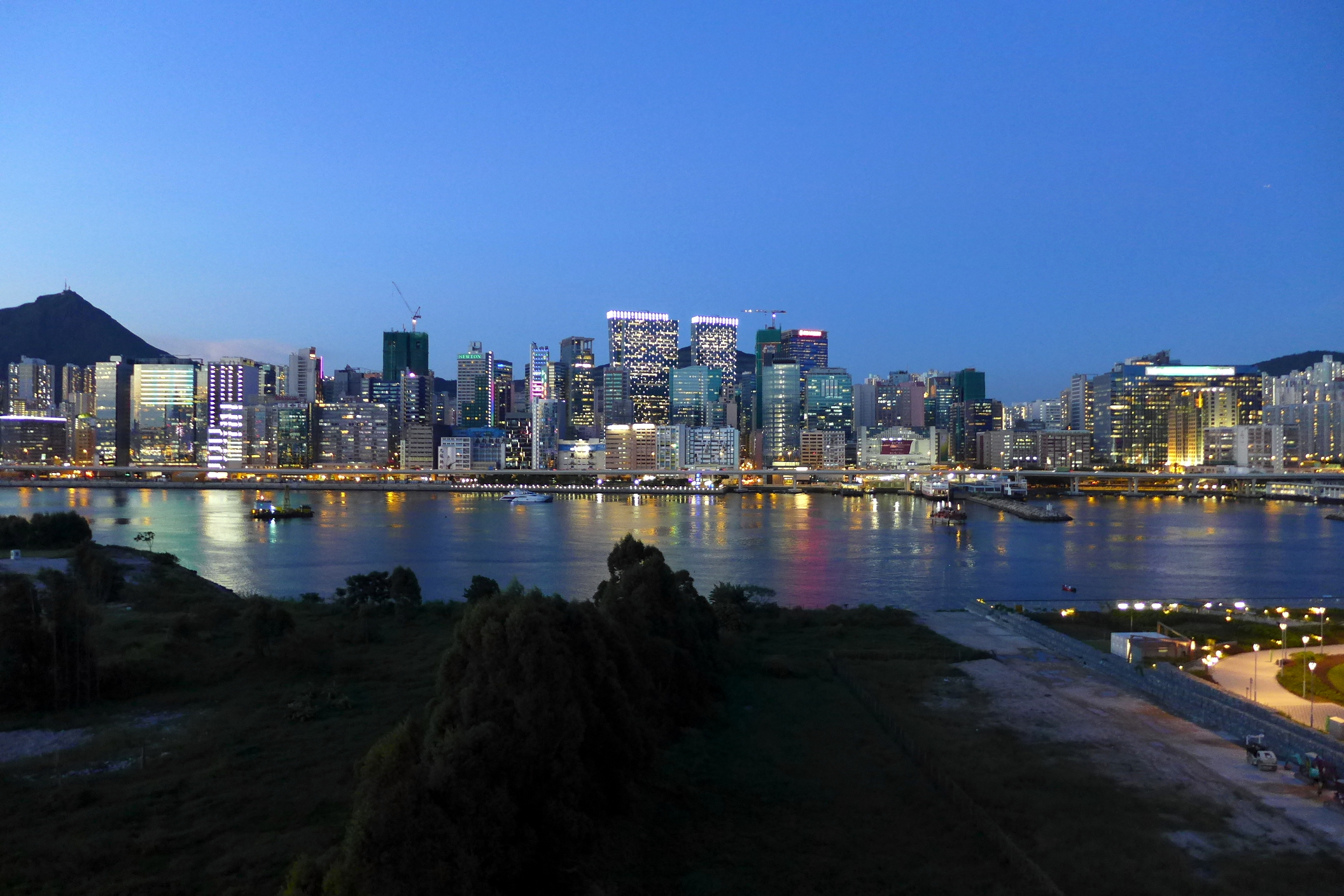
觀塘商貿區
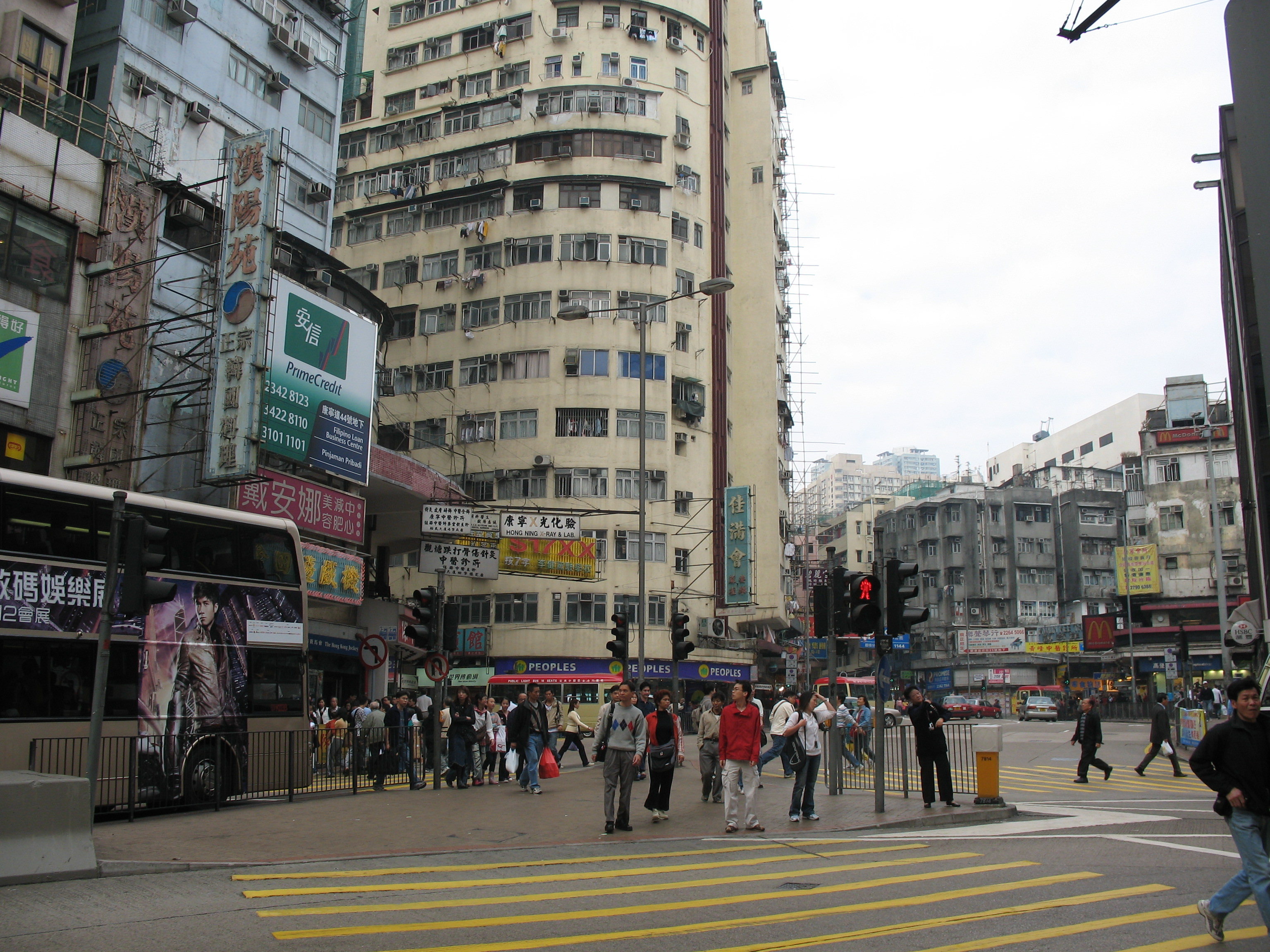
觀塘康寧道
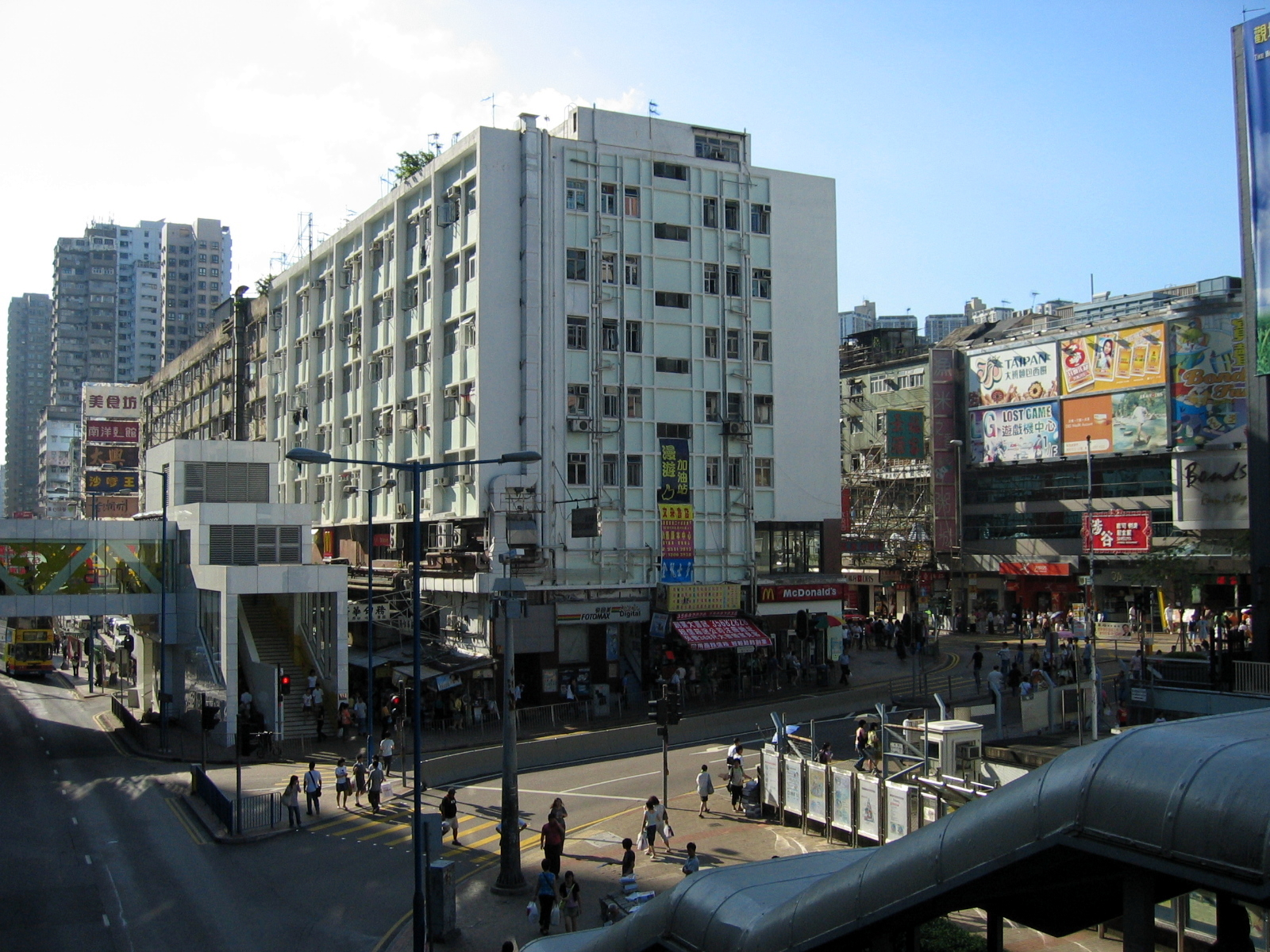
觀塘同仁街
瑞和街街市
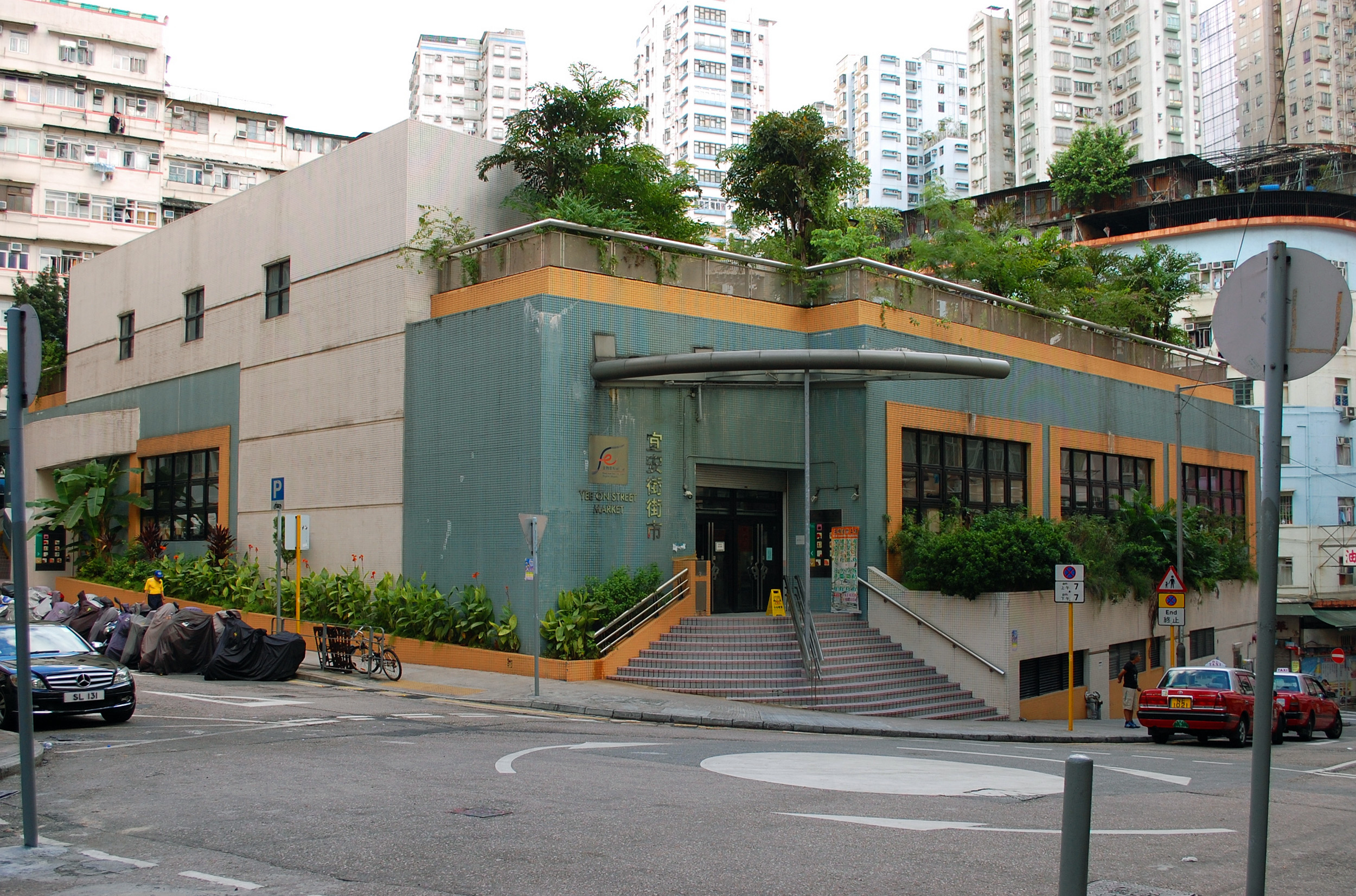
宜安街街市
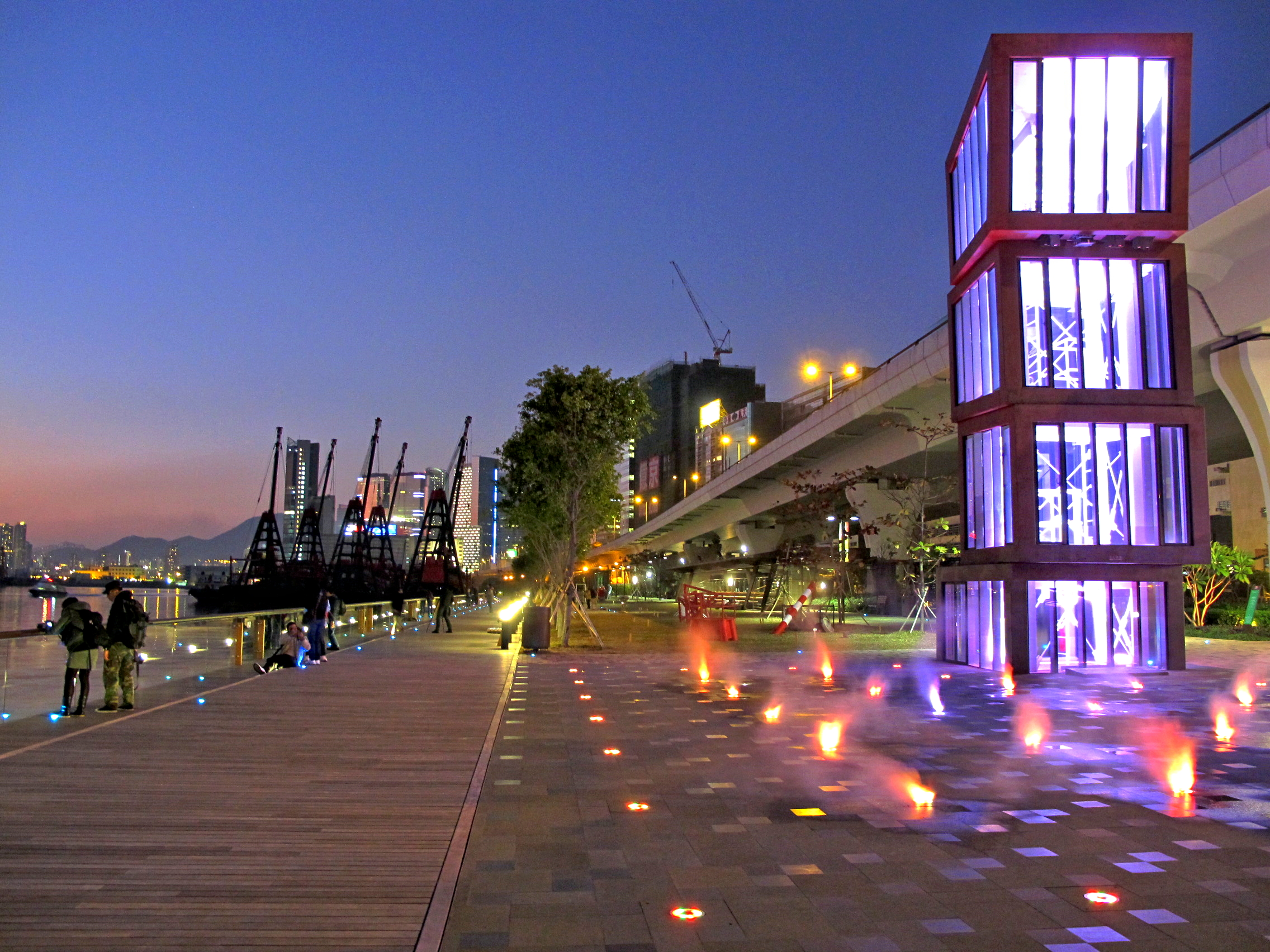
觀塘海濱花園
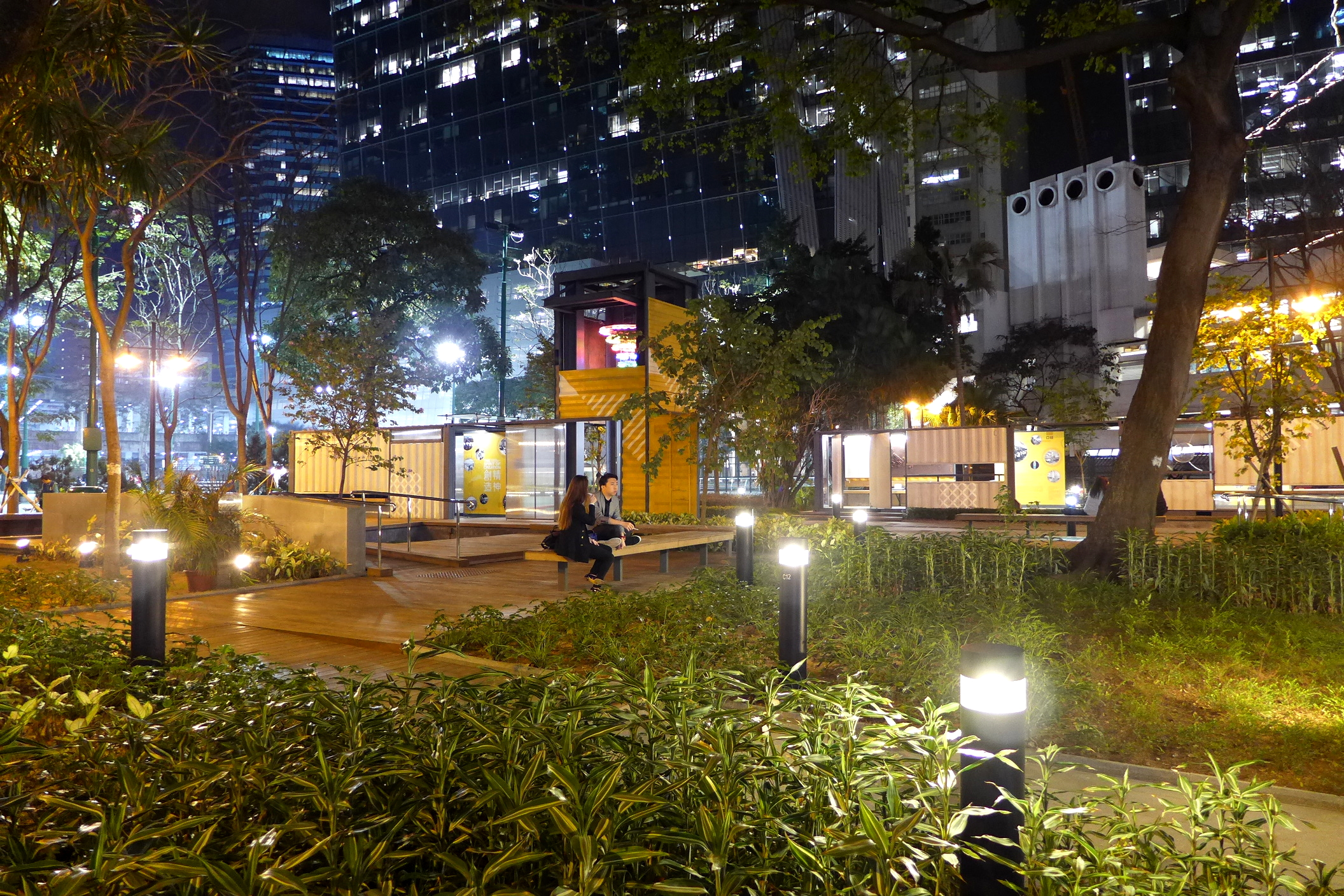
駿業街遊樂場

## 著名地點
- 麗港城
- 觀塘碼頭
- 觀塘海濱長廊
- 觀塘廣場
- apm
- 1亞太中心

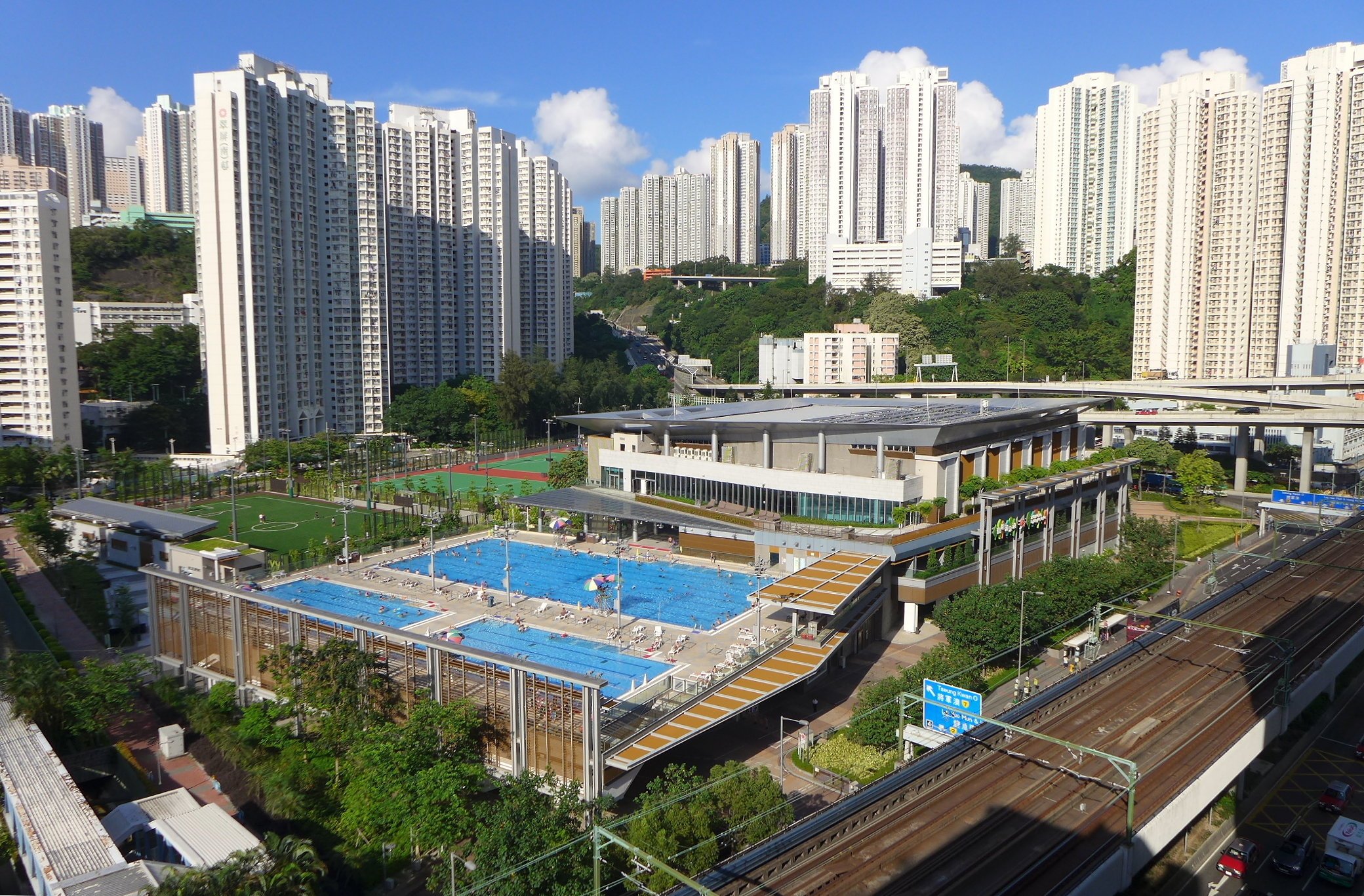
觀塘游泳池

- 創紀之城系列，包括apm和The Millennity
- 觀塘游泳池
- 觀塘遊樂場
- 觀月樺峯
- 裕民坊
- 凱匯
- 裕民中心

### 途經的公共交通服務

港鐵觀塘站

## 交通

### 主要交通幹道

觀塘道

- 觀塘道
- 茶果嶺道
- 觀塘繞道
- 將軍澳隧道
- 偉業街
- 康寧道
- 牛頭角道
- 協和街
- 物華街
- 瑞和街
- 鯉魚門道

## 部分知名事件
- 1972年6月18日，雞寮安置區（今翠屏邨）對上一幅山坡突然倒塌造成超過70人死亡，史稱六一八雨災。
- 1975年3月8日，協和街建德大廈八樓發生九屍十命滅門縱火案。
- 1990年10月2日，觀塘曉光街發生八車連環相撞的車禍，涉及2部雙層巴士、5部私家車及1部的士，其中1部肇事雙層巴士撞向祥和苑的石躉，車禍中14人受傷。
- 1990年12月24日，觀塘祥和苑凌晨發生持槍劫案，兩夫婦在停車場被2名持槍男子打劫，損失30萬現款。
- 1991年6月9日，觀塘物華街金行連環劫案，5名以葉繼歡為首的兇悍匪徒，分持四支AK47自動步槍及多支手槍，兼身穿避彈衣，有計劃及有組織地先在港島銅鑼灣區騎劫一輛客貨車及挾持人質，駛過觀塘物華街，連環行劫一列5間珠寶金行，且與到場圍捕警員發生激烈槍戰，雙方駁火逾40響，悍匪掠走1,000萬元金飾。[15]
- 2007年9月19日，觀塘物華街發生兇殘「鉸剪賊」傷人打劫案。
- 2013年11月3日，被列入觀塘市中心重建項目的範圍之內的裕民坊裕民大廈發生連環劫案。
- 2017年5月7日晚上，音樂表演場所 Hidden Agenda Live House 遭入境處人員放蛇，懷疑有人「違法演出」為由扣留英國樂隊，同時指 Hidden Agenda 場地負責人涉嫌聘請黑工，雙方發生爭執，隨後入境處人員報警，有大批警員到場。有場內人士向記者透露，最少兩人受傷。警員在場帶走多名人士，當中包括 Hidden Agenda 負責人「阿和」涉嫌聘請黑工。「違法演出」的英國樂隊5名成員，則涉嫌「非法勞工」，被帶返入境處九龍灣辦事處扣留調查。
- 2024年8月2日，位於觀塘中海日昇中心的紅茶冰室結業，將營業至8月15日[16]。

## 區議會議席分佈
為方便比較，以下列表以勵業街、觀塘道、牛頭角道、聯安街、功樂道、康寧道至康寧道公園、協和街至曉光街體育館、翠屏道至雞寮山坡、將軍澳道、觀塘繞道、觀塘明渠為範圍。
| 年度/範圍                                        | 2000-2003                                          | 2004-2007                                          | 2008-2011                                          | 2012-2015                            | 2016-2019                            | 2020-2023                            | 2024-2027  |
| ------------------------------------------------ | -------------------------------------------------- | -------------------------------------------------- | -------------------------------------------------- | ------------------------------------ | ------------------------------------ | ------------------------------------ | ---------- |
| 勵業街以南、觀塘道以南、觀塘明渠以北             | 觀塘中心選區                                       | 觀塘中心選區                                       | 觀塘中心選區                                       | 觀塘中心選區                         | 觀塘中心選區                         | 觀塘中心選區                         | 觀塘中選區 |
| 聯安街、功樂道、康寧道、牛頭角道                 | 部分康樂選區及部分定安選區                         | 部分康樂選區及部分定安選區                         | 部分康樂選區及部分定安選區                         | 部分康樂選區及部分定安選區           | 部分康樂選區及部分定安選區           | 部分康樂選區及部分定安選區           | 觀塘中選區 |
| 牛頭角道、康寧道、物華街、協和街、觀塘道         | 部分觀塘中心選區                                   | 部分觀塘中心選區                                   | 部分觀塘中心選區                                   | 部分觀塘中心選區                     | 部分觀塘中心選區                     | 部分觀塘中心選區                     | 觀塘中選區 |
| 康寧道至康寧道公園、協和街至曉光街體育館、物華街 | 協康選區                                           | 協康選區                                           | 協康選區                                           | 協康選區                             | 協康選區                             | 協康選區                             | 觀塘中選區 |
| 協和街、翠屏道、觀塘道                           | 寶樂選區、月華選區及部分翠屏南選區、部分翠屏北選區 | 寶樂選區、月華選區及部分翠屏南選區、部分翠屏北選區 | 寶樂選區、月華選區及部分翠屏南選區、部分翠屏北選區 | 寶樂選區、月華選區及部分觀塘中心選區 | 寶樂選區、月華選區及部分觀塘中心選區 | 寶樂選區、月華選區及部分觀塘中心選區 | 觀塘中選區 |
| 翠屏道以東至將軍澳道                             | 部分翠屏南選區及部分翠屏北選區                     | 部分翠屏南選區及部分翠屏北選區                     | 部分翠屏南選區及部分翠屏北選區                     | 翠屏選區                             | 翠屏選區                             | 翠屏選區                             | 觀塘中選區 |

註：以上主要範圍尚有其他細微調整（包括編號），請參閱有關區議會選舉選區分界地圖及條目。

## 區內人物
- 洪松勲：香港教育大學講師，民間歷史學家

## 參看
- 觀塘區
- 觀塘商貿區
- 牛頭角
- 藍田
- 九龍灣
- 秀茂坪
- 油塘
- 四順
- 香港製造業

## 外部連結
- 觀塘區新聞組
- 活在觀塘 （页面存档备份，存于）
- 吃喝玩樂在觀塘 （页面存档备份，存于）
- 觀塘願景的Facebook專頁
- 綠在觀塘 （页面存档备份，存于）